# Port lotniczy Kumlinge
Port lotniczy Kumlinge (ICAO: EFKG) – port lotniczy położony w Kumlinge, na Wyspach Alandzkich.